# 요네하라 슈스케
요네하라 슈스케(일본어: 米原 秀亮, 1998년 4월 20일~)는 일본의 축구 선수이다.

## 구단 경력
그는 2017년 J2리그의 로아소 구마모토에 입단했다. 2018년까지 30경기에 출전. 2019년 J1리그의 마쓰모토 야마가 FC로 이적했다. 2019년후 J2리그에 강등했다. 2021년후 J3리그에 강등했다. 2022년 8월 J2리그의 방포레 고후로 임대 이적했다. 2023년 마쓰모토 야마가 FC로 복귀했다. 2025년 더스파 군마로 이적했다.